# 익산군 (선거구)
익산군은 대한민국의 옛 국회의원 선거구이다. 당시 전라북도 익산군 지역을 관할했다.

## 역사
제13대 국회의원 선거를 앞두고 이리시·익산군 선거구에서 분리되면서 신설되었다.
1995년 5월, 이리시와 익산군이 통합되어 통합 익산시가 출범했다. 이에 제15대 국회의원 선거를 앞두고 익산시 갑 선거구와 익산시 을 선거구로 관할 구역이 각각 편입되면서 폐지되었다.

## 역대 국회의원
| 선거   | 정당 | 정당       | 의원   |
| ------ | ---- | ---------- | ------ |
| 1988년 |      | 평화민주당 | 김득수 |
| 1992년 |      | 민주당     | 최재승 |

## 역대 선거 결과

### 대한민국 제13대 국회의원 선거
|  | 38.82% |

|  | 36.43% |

|  | 19.61% |

|  | 4.21% |

|  | 0.90% |

### 대한민국 제14대 국회의원 선거
|  | 54.24% |

|  | 41.37% |

|  | 2.84% |

|  | 1.53% |